# Große Sandspitze
Große Sandspitze är ett berg i Österrike.   Det ligger i distriktet Lienz och förbundslandet Tyrolen, i den centrala delen av landet, 300 km sydväst om huvudstaden Wien. Toppen på Große Sandspitze är 2 770 meter över havet. Große Sandspitze ingår i Lienzer Dolomiten.
Terrängen runt Große Sandspitze är huvudsakligen mycket bergig. Närmaste större samhälle är Lienz, 7,9 km nordväst om Große Sandspitze. 
Trakten runt Große Sandspitze består i huvudsak av gräsmarker. Runt Große Sandspitze är det ganska glesbefolkat, med 25 invånare per kvadratkilometer.